# Ptilogyna (Plusiomyia) olliffi
Ptilogyna (Plusiomyia) olliffi is een tweevleugelige uit de familie langpootmuggen (Tipulidae). De soort komt voor in het Australaziatisch gebied.